# 侯嘉藩
侯嘉藩，清朝人，是一名清朝政治人物。
侯嘉藩曾于1747年接替常琬任金山县知县一职，1748年由常琬接任。